# Solo Flight
Solo Flight è un videogioco simulatore di volo di un piccolo aereo da turismo monomotore tipo il Ryan S-T. Solo Flight è stato programmato da Sid Meier per Atari 8-bit, riscritto da Grant Irani per Commodore 64 e Andy Hollis per Apple II e pubblicato dalla MicroProse nel 1983 in Nord America e nel 1984 in Europa, su nastro e su dischetto. In Francia arrivò una versione dedicata al Thomson MO5 e TO7, distribuita da FIL nel 1985 con il titolo Vol Solo.
Nel 1984 uscì una nuova edizione per Commodore 64 dotata di un diverso pannello strumenti e di voce digitalizzata. Infine nel 1985 uscì Solo Flight: 2nd Edition per Atari 8-bit, Commodore 64 e PC IBM (sulla copertina per PC è soltanto Solo Flight in quanto prima edizione), con il pannello strumenti ulteriormente migliorato e più scenari.
Il simulatore ha due opzioni principali, volo libero (flying) e trasporto di posta (mail delivering).

## Modalità di gioco
Si può scegliere il volo su quattro stati degli USA e il volo semplice o postale. Altre opzioni sono il clima ventoso, l'esercizio di atterraggio o il volo strumentale notturno. 
Dopo le scelte iniziali appare la schermata del simulatore, con la strumentazione in primo piano e l'aereo mostrato in terza persona, da lontano, rivolto in avanti. Con i comandi freccia è possibile guardare avanti, indietro, a destra e a sinistra rispetto all'aereo. Volando a bassa quota si proietta un'ombra sul terreno.
In Kansas si parte sempre da Wichita, in Washington si parte sempre da Portland e in Colorado si parte sempre da Aspen. In Kansas è pianura, ma negli altri stati sono simulate anche le montagne, con aeroporti anche in alta quota.
La versione Solo Flight: 2nd Edition aggiunge anche gli stati Michigan, Massachusetts e Texas.
All'inizio l'aereo è acceso al minimo e per partire bisogna alzare i flap, togliere i freni se sono inseriti, dare il massimo della manetta del gas. Il joystick controlla direttamente la cloche e quando l'aereo si stacca da terra, sul variometro appare di quanto si alza l'aereo ogni secondo, ossia di quanti metri al secondo prende quota. 
Sono disponibili tra i vari strumenti il radiogoniometro, la bussola, la cartina geografica cartacea e consultabile a video.
Nella seconda edizione le azioni da fare sono suggerite sullo schermo, in una specie di barra dei comandi; su Commodore 64 i consigli dell'istruttore sono dati con sintesi vocale.
Sono simulabili su richiesta del giocatore anche i guasti all'aereo. Nel caso peggiore può diventare necessario un atterraggio immediato all'aeroporto più vicino, ma non è possibile l'atterraggio nei campi.

### Trasporto postale
Nel trasporto di posta sono disponibili quattro livelli di difficoltà e si sceglie quanti sacchi di posta si vuole trasportare e quanto carburante si vuole caricare. È importante non caricare troppo l'aereo, altrimenti decolli e atterraggi diventano più difficili.
Dopo ogni corsa il programma produce un punteggio valutativo, parziale per ogni singolo aspetto del volo, e una somma globale.
Viene valutata la capacità di fare atterraggi dolci (RATE), a bassa velocità (SPEED) tramite un punteggio (POINT), il tempo che si è impiegato nella corsa postale (TIME) il grado di preparazione che si è scelto fra STUDENT (500 punti), PRIVATE (1000 punti), SENIOR (1500 punti) e COMAND (2000)  (LEVEL) e lo stato dalla pianura del Kansas (500 punti), allo stato di Washington (1000 punti) per metà montagnoso e allo stato del Colorado (1500 punti), tutto montagnoso, (STATE).

### VOR 1 e VOR 2
Il VOR è un radiofaro, che emette segnali di frequenza, captati dalla radio di bordo. 
Per mezzo di due VOR è possibile sapere la propria posizione, che è all'intersezione dei due segnali. È importante sapere la localizzazione VOR di ogni aeroporto perché con nuvole basse e nebbia, se si sa dove atterrare si evitano disastri. Inoltre qualche volta la bussola si incanta e magari contemporaneamente una radio smette di ricevere. Le coordinate VOR degli aeroporti non sono scritte sul manuale e bisogna ricavarcele attraverso le misure sulle cartine geografiche o meglio leggerle sugli strumenti quando si è sulla pista di un determinato aeroporto. Ogni VOR ha un proprio nome, una propria radiofrequenza e una propria sigla.

## Accoglienza
Nel 1985 Lee Pappas, redattore della rivista A.N.A.L.O.G., scrisse: "la grafica è piuttosto ruvida e il pannello di controllo non è all'altezza di ciò che dovrebbe essere (non c'è un indicatore di stallo e il VORS non è standard)", concluse la recensione reputando Solo Flight il miglior simulatore di volo per Atari pubblicato fino a quel momento. Il recensore Arthur Leyenberger di Compute! elogiò gli aspetti di simulazione presenti nel gioco.
Zzap! recensì la versione espansa per Commodore 64 nel 1986 e ancora nel 1993 in occasione della sua ripubblicazione a basso costo, e in entrambi i casi diede un giudizio molto positivo.